# Sangrador
Sangrador, también conocida como Macbeth, Sangrador, es una película venezolana de 2003 escrita y dirigida por Leonardo Henríquez. Ambientada en los Andes del siglo XX, vuelve a contar la historia de Macbeth de William Shakespeare.
La película tuvo una mala recepción por parte de la crítica y una baja participación en taquilla. Fue seleccionada como la entrada venezolana para la Mejor Película en Lengua Extranjera en los 76º Premios Oscar, pero no fue aceptada como nominada.

## Sinopsis
La historia de Macbeth, rey de Escocia, se reimagina en la Venezuela de principios del siglo XX; el rey está representado como Maximiliano (Max), un miembro de una pandilla. La pandilla, que se esconde en las montañas y subsiste robando muebles y obras de arte de camionetas de transporte, está liderada inicialmente por un hombre llamado Durán; Max es uno de los miembros más jóvenes, pero también uno de los favoritos de Durán. En un momento, Max ve brujas en las montañas, quienes le dicen que se convertirá en el jefe; poco después de esto, su esposa, Mileidi (o Milady), lo convence de matar a Durán. Asustado por el poder y la posición que ahora ocupa, el estado mental de Max se deteriora.
En el libro Shakespeares After Shakespeare: An Encyclopedia of the Bard in Mass Media and Popular Culture, la película se describe como una "versión predominantemente fiel" de la historia; en el libro Shakespeare on screen: Macbeth, la película se describe como una "adaptación libre".

## Elenco
El elenco de la película pertenece a la compañía de teatro Rajatabla, «la compañía más shakespeariana de Venezuela»; los personajes principales son interpretados por Daniel Alvarado (como Max) y Karina Gómez (como Mileidi/Milady). Durán es interpretado por Alfonso Rivas. Otros miembros principales del reparto son Leonardo Villalobos y Gerardo Luongo.
Leonardo Henríquez escribió el guion de Sangrador basado en la obra de Shakespeare Macbeth. La película, que también dirigió, es su tercer largometraje. Ha dicho que estaba experimentando con la historia de Macbeth y el lenguaje de Shakespeare, diciendo que "si bien una de las razones para hacer esta película era adentrarse en los aspectos estéticos de Macbeth", también quería "[aprender] de su dramaturgia perfecta" y "ver hasta qué punto un dramaturgo [Shakespeare] tan ajeno, tan arraigado en su tiempo, puede cruzar la frontera del lenguaje y las complejidades históricas". Henríquez también dijo en el momento del estreno de la película que pensaba que la historia de "un loco desesperado [torpe] por el poder" sería accesible en América Latina.
La película se realizó en el 2000 por menos de 300.000 dólares, filmándose principalmente en la región suroeste de los Andes de Venezuela, y estaba previsto que se estrenara en 2002; su fecha de estreno se retrasó muchas veces y se proyectó en muchos festivales de cine internacionales antes de mostrarse en su propio país. Finalmente, sólo dos películas se estrenaron en Venezuela en 2002; Sangrador fue el único estreno en 2003. Es en blanco y negro, con fotografía de Cesary Jaworski, dirección de arte de Diego Rísquez y dirección de sonido de Stefano Gramito. Fue filmada en película de 35 mm.